# Vânju Mare
Vânju Mare, Mehedinți megye délkeleti részén, Olténiában, Romániában fekvő kisváros.
1951-ben pünkösd napján, a kommunista rezsim 2699 embert deportált a városból Ialomița megye és Galați megye 14 Állami Gazdasági területére.
A városi rangját 1968-ban kapta meg.
Etnikai megoszlása, a 2002-es népszámlálási adatok szerint:
- Román: 6 838

- Roma: 101

- Ukrán: 1

## Külső hivatkozások
- Népszámlálási adatok
- Az 1951-es pünkösdi deportálás